# Мужская гимназия (Пирятин)
Мужска́я гимна́зия в Пиря́тине — образовательное учреждение, которое было открыто в 1912 году в городе Пирятине Полтавской губернии. С 1914 по 1917 год гимназия располагалась в доме, строительством которого занимался уездный архитектор Хитрин. Здание расположено по улице Красноармейской, 4. До 2016 года в нем действовал Пирятинский филиал частного высшего учебного заведения «Европейский университет».

## История
7 сентября 1907 года очередное земское собрание во время заседания рассмотрело заявление И. В. Волошина про создание мужской гимназии в Пирятине. Но в это время губернское присутствие по делам земским и городским изъяло кредит из земской сметы в размере 8 тысяч рублей. Сумма как раз была предназначена для строительства мужской гимназии.
1 марта 1909 года в Пирятине было созвано частное совещание, на котором присутствовали известные, авторитетные и уважаемые горожане с целью создания в городе мужской гимназии. Первым делом нужно было установить точное число желающих обучаться в мужской гимназии — для этого был организован сбор заявлений от родителей будущих учеников. В газетах Киева и Москвы публиковались объявления о поиске руководителя гимназии. По состоянию на 15 марта 1909 года от родителей поступило 107 заявлений. Всего гимназия была рассчитана на 131 место.
23 мая 1909 года полтавский губернатор утвердил Устав общества для устройства и содержания в Пирятине классической гимназии. Главной целью этого общества было основание в Пирятине классической гимназии, в которой бы могли обучаться мальчики, не зависимо от вероисповедания или национальности. Жители Пирятина хотели, чтобы в гимназии могли обучаться все желающие, а не только сыновья состоятельных родителей, и просили власть об этом.
Вначале попечитель Киевского учебного округа П. Зилов отклонил просьбу об открытии гимназии, так как она исходила от частных лиц. Но позже, 22 марта 1912 года он дал разрешение, чтобы мужская гимназия в Пирятине была открыта в 1912—1913 учебном году.
С 1912 года по 1914 год для функционирования гимназии арендовали дом. Строительством собственного помещения для гимназии занялся уездный архитектор Хитрин. В этом доме гимназия находилась с 1914 по 1917 год. В 1940-х годах эти помещения фашисты использовали как госпиталь. В наше время здесь действует Пирятинский филиал Европейского университета.